# Dieter Buck
Dieter Buck (* 4. November 1953 in Stuttgart) ist ein deutscher Autor, Journalist und Fotograf. Er hat rund 130 Bücher verfasst, darunter zahlreiche Wander- und Radführer, Reiseführer und Bildbände. Außerdem schreibt er für verschiedene Zeitungen und Magazine. 

## Leben
Dieter Buck wuchs in Stuttgart auf. Zusätzlich zu seiner Ausbildung im Finanzwesen hat er als Bildhauer gearbeitet und seine Werke in zahlreichen Ausstellungen gezeigt. Er führte in den 80er Jahren die „Kleinste Galerie der Welt“ in Stuttgart und hatte für zehn Jahre einen Lehrauftrag für plastisches Gestalten an der Volkshochschule Stuttgart. Buck ist verheiratet und hat eine Tochter, mit der er im Jahr 2018 den Kinderwanderführer „Auf geht’s, Kinder“ herausgebracht hat.

## Veröffentlichungen
Seine ersten Wandertipps veröffentlichte er in der Stuttgarter Zeitung. Es folgten Artikel in weiteren Medien, u. a. Stuttgarter Nachrichten, Kreiszeitung Böblinger Bote, Eßlinger Zeitung, Südwest Presse, Schönes Schwaben, Schöner Südwesten, ALPIN, Berge, Schwaben Alpin, Das schöne Allgäu und Abenteuer Alpen sowie für verschiedene Online-Magazine und Blogs.
Bucks erster Wanderführer und Bildband erschien 1996 im Carinthia Verlag, Klagenfurt. Rund 130 Bücher folgten. 

### Publikationen (Auswahl)
- Genießertouren – Radeln im Lieblichen Taubertal. Silberburg-Verlag, Tübingen 2018, ISBN 978-3-8425-2081-3.
- Auf geht’s, Kinder. Familientouren mit dem VVS. Silberburg-Verlag, Tübingen 2018, ISBN 978-3-8425-2048-6.
- Winterwandern in Baden-Württemberg. Silberburg-Verlag, Tübingen 2017, ISBN 978-3842520493.
- Stuttgarter Wanderbuch. SSB-Entdeckertouren durch Stadt und Natur. Silberburg-Verlag, Tübingen 2017, ISBN 978-3-8425-2019-6.
- Der Bodensee für Wandermuffel. Silberburg-Verlag, Tübingen 2017, ISBN 978-3-8425-2050-9.
- Premiumwandern in Baden-Württemberg. Schwäbische Alb Oberschwaben Bodensee. Silberburg-Verlag, Tübingen 2016, ISBN 978-3842514522.
- Premiumwandern in Baden-Württemberg. Schwarzwald und Hegau. Silberburg-Verlag, Tübingen 2016, ISBN 978-3842514867.
- Wandern im Biosphärengebiet Schwarzwald. Silberburg-Verlag, Tübingen 2016, ISBN 978-3842514881.
- Genießertouren am Bodensee. Radwandern. Silberburg-Verlag, Tübingen 2015, ISBN 978-3842513907.
- Erlebnisregion Schwäbischer Albtrauf. Silberburg-Verlag, Tübingen 2014, ISBN 978-3842513051.
- Auf der Zollernalb. Wanderungen und Spaziergänge. Silberburg-Verlag, Tübingen 2014, ISBN 978-3842512634.
- Genusswandern in Kärnten. 50 einfache bis mittelschwere Touren. Styria regional, Wien, Graz, Klagenfurt 2013, ISBN 978-3701201976.
- Reutlinger und Uracher Alb. Wanderungen und Spaziergänge zwischen Reutlingen, Münsingen und Bad Urach. Silberburg-Verlag, Tübingen 2013, ISBN 978-3842512337.
- Sagen erleben in Südtirol. Folio Verlag, Bozen-Wien 2008, ISBN 978-3852564555.
- Erlebnis Wandern. Vorarlberg. Mit Kindern unterwegs. Tyrolia-Verlag, Innsbruck 2006, ISBN 978-3702227326.